# وتن، بدفوردشر
وتن (به انگلیسی: Wootton) یک روستا و محله مدنی در بریتانیا است که در Bedford واقع شده‌است. وتن ۴٬۱۵۶ نفر جمعیت دارد.